# Namita Toppo
Namita Toppo (en oria : ନମିତା ଟପ୍ପୋ |, et en hindi : नमिता टोप्पो) née le 4 juin 1995 dans l'état d'Odisha, est une joueuse professionnelle indienne de hockey sur gazon.

## Carrière
Namita faisait partie de l'équipe olympique qui a représenté l'Inde aux Jeux olympiques d'été après 36 ans. Namita Toppo, était l'un des quatre joueurs, qui ont été obligés de s'asseoir sur le sol du train alors qu'ils rentraient chez eux après les Jeux olympiques de Rio.